# برسبي
برسبي هي قرية في مقاطعة أرومية، إيران. يقدر عدد سكانها بـ 281 نسمة بحسب إحصاء 2016.